# Пашала
Пашала (рос. Пашала, Пашаль, крим. Paşala, Пашала) — маловодна річка в Україні у Автономній Республіці Крим, на південно-східному березі Криму. Ліва притока Канака (басейн Чорного моря).

## Опис
Довжина річки 5,2 км, площа басейну водозбору 6,0 км², найкоротша відстань між витоком і гирлом — 3,25 км, коефіцієнт звивистості річки — 1,6. Формується декількома безіменними струмками та загатами.

## Розташування
Бере початок на північно-західній стороні від гори Хамиш (371,8 м) (Кримські гори). Тече переважно на південний схід через водосховище Пашали і на південно-східних схилах гори Тарачуг (288,0 м) впадає в річку Канаку.

## Цікаві факти
- Біля витоку річки багато джерел, одне з них — Уч-Тиш[5].
- На південній стороні від гирла річки на відстані приблизно 648 м пролягає автошлях Р29 (автомобільний шлях регіонального значення на території України, Алушта — Феодосія)[4].